# 吗拉宗
吗拉宗（商品名有：Novartrina、Orsimon、Rosimon-Neu、Tarcuzate等）是一种含氮有机化合物，化学式C
23H
27N
3O
2，可用作非甾体抗炎药（NSAID），由一家德国公司在1950年代研发。